# 캘러미티 제인

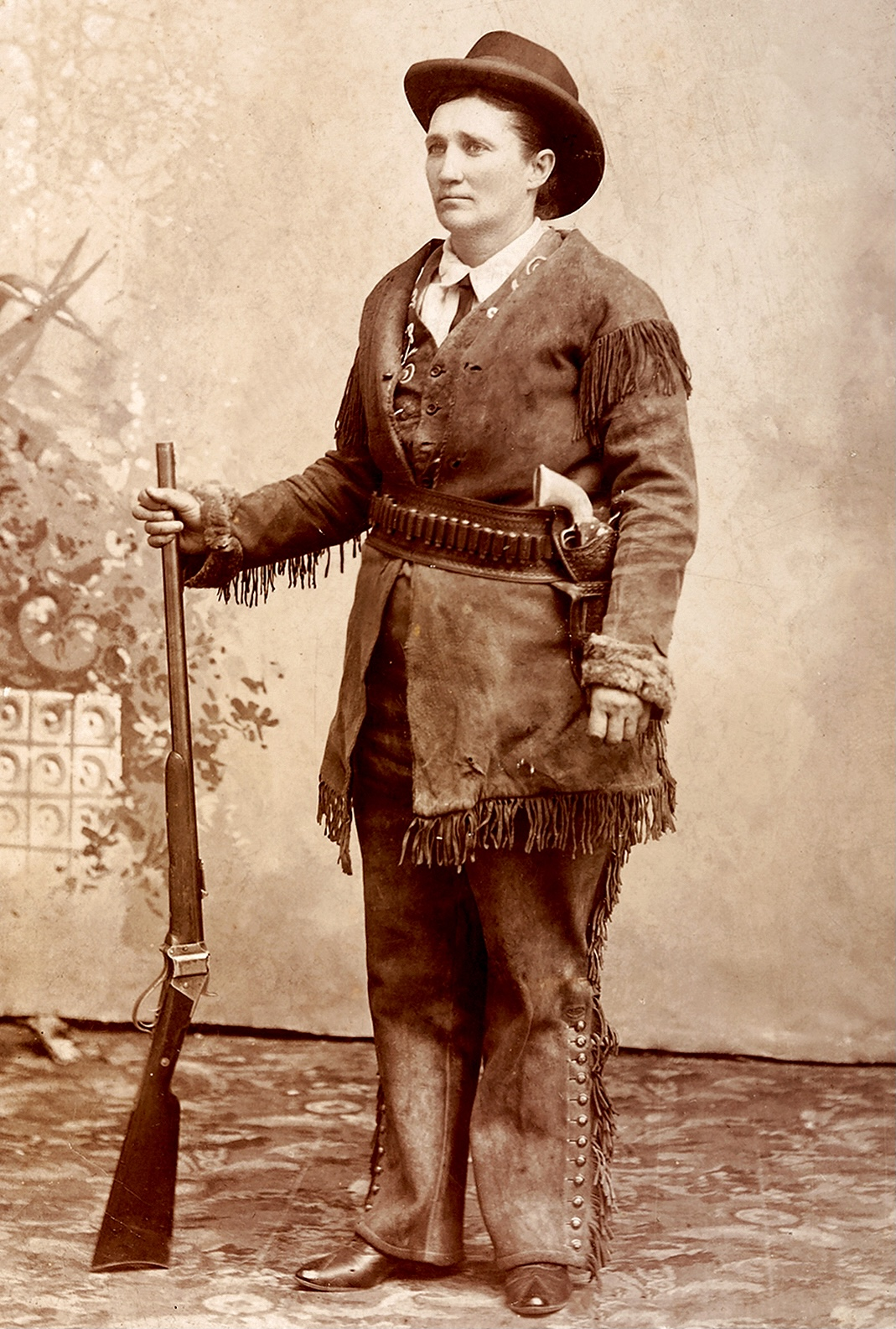
1880년 경

캘러미티 제인(Calamity Jane, 본명은 마사 제인 카나리아(Martha Jane Canary), 1852년 5월 1일 ~ 1903년 8월 1일)은 미국의 개척자이자 명사수이자 이야기꾼이었다. 많은 공적 외에도 그녀는 와일드 빌 히콕의 지인으로 알려졌다. 말년에 그녀는 버펄로 빌의 와일드 웨스트(Wild West) 쇼와 1901년 팬아메리칸 익스포지션(Pan-American Exposition)에 출연했다. 그녀는 다른 사람들, 특히 병들고 궁핍한 사람들에게 동정심을 나타냈다고 한다. 그녀의 성격의 이러한 측면은 그녀의 무모한 방식과 대조를 이루며 그녀를 유명한 개척자 인물로 만드는 데 도움이 되었다. 그녀는 남자 옷을 입는 습관으로도 유명했다.